# Montureux-lès-Baulay
Montureux-lès-Baulay är en kommun i departementet Haute-Saône i regionen Bourgogne-Franche-Comté i östra Frankrike. Kommunen ligger i kantonen Amance som tillhör arrondissementet Vesoul. År 2022 hade Montureux-lès-Baulay 159 invånare.

## Befolkningsutveckling
Antalet invånare i kommunen Montureux-lès-Baulay
| Referens: INSEE |